# کوتای (مجارستان)
کوتای (به مجاری:  Kótaj) یک منطقهٔ مسکونی در مجارستان است که در ناحیه نیردی‌هازا واقع شده‌است. کوتای ۲۵٫۹۳ کیلومتر مربع مساحت و ۴٬۴۳۶ نفر جمعیت دارد.